# Lucien Storme
Lucien Storme foi um ciclista belga, nascido a 18 de julho de 1916 em Neuve-Église e falecido a 10 de abril de 1945. Considerado uma das grandes promessas do ciclismo belga, ganhou a Paris-Roubaix em 1938. participou em seu primeiro Tour de France ao ano seguinte onde teve que abandonar apesar de ganhar uma etapa.
Membro da resistência belga, foi feito prisioneiro de guerra em 1942 pelos alemães. Foi enviado ao campo de Siegburg. Ainda estava vivo a 10 de abril de 1945, dia da libertação deste campo de concentração pelos americanos. Na confusão da libertação, Lucien Storme, aos 28 anos, morreu por erro devido a balas americanas.

## Palmarés
- 1935
  - 1 etapa da Paris-Saint-Étienne

- 1938
  - Paris-Roubaix

- 1939
  - 1 etapa do Tour de France

## Resultados nas grandes voltas
| Corrida            | 1938 | 1939 | 1940 |
| ------------------ | ---- | ---- | ---- |
| Giro d'Italia      | -    | -    | -    |
| Tour de France     | -    | Ab.  | -    |
| Volta a Espanha    | -    | -    | -    |
| Mundial em Estrada | -    | -    | -    |